# جورجيو سالفاني
جورجيو سالفاني (بالإيطالية: Giorgio Salvini )‏ (و. 1920 – 2015 م) هو فيزيائي، وسياسي من إيطاليا . ولد في ميلانو .
توفي في روما، عن عمر يناهز 95 عاماً.

## مناصب
تولى منصب عضو مجلس النواب في الجمهورية الإيطالية .